# Dipartimento di Lules
Lules è un dipartimento collocato nel centro della provincia argentina di Tucumán, con capitale Lules.
Confina a nord con i dipartimenti di Tafí Viejo, Yerba Buena e Capital; a est con i dipartimenti di Cruz Alta e Leales; a sud con il dipartimento di Famaillá e a ovest con il dipartimento di Tafí del Valle.
Secondo il censimento del 2001, su un territorio di 540 km², la popolazione ammontava a 57.235 abitanti.
Una delle principali attrattive turistiche del dipartimento è la città di Villa Nougués, dove si trovano le rovine della chiesa e convento di San José de Lules, risalenti al XVII secolo, dichiarate nel 1944 monumento storico nazionale.
I municipi del dipartimento sono:
- El Manantial
- Lules
- San Felipe y Santa Bárbara
- San Pablo y Villa Nougués